# Huck Woodman
Allan Charles Woodman, detto Huck (Winnipeg, 11 marzo 1899 – Winnipeg, 17 aprile 1963), è stato un hockeista su ghiaccio canadese.

## Palmarès

### Olimpiadi
- Oro a Anversa 1920 nell'hockey su ghiaccio.